# Kabinett Haas
Das Kabinett Haas ist seit dem 11. April 2025 die 39. Regierung des Fürstentums Liechtenstein unter Vorsitz von Brigitte Haas in ihrer ersten Amtszeit als Regierungschefin.

## Kabinettsmitglieder
| Ressort                           | Bild | Name             | Partei | Partei    | Bild            | Stellvertreter   | Partei | Partei |
| --------------------------------- | ---- | ---------------- | ------ | --------- | --------------- | ---------------- | ------ | ------ |
| Regierungschefin                  |      | Brigitte Haas    |        | VU        |                 | Christoph Büchel |        | VU     |
| Präsidiales und Finanzen          |      | Brigitte Haas    |        | VU        |                 | Christoph Büchel |        | VU     |
| Regierungschefin-Stellvertreterin |      | Sabine Monauni   |        | FBP       |                 | Karin Zech-Hoop  |        | FBP    |
| Äußeres, Umwelt und Kultur        |      | Sabine Monauni   |        | FBP       |                 | Karin Zech-Hoop  |        | FBP    |
| Infrastruktur und Bildung         |      | Daniel Oehry     |        | FBP       |                 | Andreas Haber    |        | FBP    |
| Inneres, Wirtschaft und Sport     |      | Hubert Büchel    |        | VU        |                 | Orlando Wanner   |        | VU     |
| Gesellschaft und Justiz           |      | Emanuel Schädler | VU     |           | Norma Heidegger | VU               |        |        |
| Regierungssekretär                |      | Michael Hasler   |        | Parteilos |                 |                  |        |        |
| Leiter der Regierungskanzlei      |      | Michael Hasler   |        | Parteilos |                 |                  |        |        |